# آستوریا (میزوری)
آستوریا (انگلیسی: Astoria) یک محدوده ثبت‌نشده در ایالات متحده آمریکا، واقع‌در شهرستان رایت ایالت میزوری است.
دفتر پستی به این نام در ۱۸۴۴ میلادی تأسیس شد، و در عمل تا ۱۹۳۷ میلادی به فعالیت خود ادامه داد. نام این منطقه به احتمال زیاد از آستوریا، نیویورک اقتباس شده‌است.